# Eef Westers
Everhardus (Eef) Westers (Amsterdam, 22 augustus 1923 – aldaar, 25 mei 2000) was een Nederlands voetballer.

## Biografie
Eef Westers was de zoon van Everhardus Westers en Geertruida Maria Helgering. Hij trouwde op 4 mei 1945 met Irma Elisabeth Seipel.
Hij speelde in 1951 bij AFC Ajax als rechtsbuiten en middenvoor. Van zijn debuut in de Eerste klasse B op 2 september 1951 tegen DOS tot zijn laatste wedstrijd op 18 november 1951 tegen Enschede speelde Westers in totaal 11 wedstrijden en scoorde 5 doelpunten in het eerste elftal van Ajax.
Na de korte periode bij Ajax vertrok hij samen met zijn  clubgenoot Guus Dräger naar Stormvogels dat zojuist naar de Eerste klasse was gepromoveerd . Daarna speelde hij voor BVC Utrecht in de 'wilde' competitie van de NBVB, Elinkwijk en hij bouwde af bij amateurclub De Zwarte Schapen.
Hij overleed op 25 mei 2000 op 76-jarige leeftijd.

## Statistieken
| Club        | Seizoen | Competitie | Competitie | Beker | Beker | Totaal | Totaal |
| Club        | Seizoen | Wed.       | Dlp.       | Wed.  | Dlp.  | Wed.   | Dlp.   |
| ----------- | ------- | ---------- | ---------- | ----- | ----- | ------ | ------ |
| Ajax        | 1951/52 | 11         | 5          | -     | -     | 11     | 5      |
| Totaal      | Totaal  | 11         | 5          | -     | -     | 11     | 5      |
| Stormvogels | 1952/53 | 25         | 7          | -     | -     | 25     | 7      |
| Stormvogels | 1953/54 | 26         | 6          | -     | -     | 26     | 6      |
| Totaal      | Totaal  | 51         | 13         | -     | -     | 51     | 13     |
| BVC Utrecht | 1954/55 | 8          | 2          | -     | -     | 8      | 2      |
| Totaal      | Totaal  | 8          | 2          | -     | -     | 8      | 2      |
| Elinkwijk   | 1954/55 | 18         | 1          | -     | -     | 18     | 1      |
| Elinkwijk   | 1955/56 | 33         | 8          | -     | -     | 33     | 8      |
| Elinkwijk   | 1956/57 | 25         | 4          | ?     | 1     | 25     | 5      |
| Elinkwijk   | 1957/58 | 31         | 3          | ?     | 0     | 31     | 3      |
| Elinkwijk   | 1958/59 | 32         | 2          | ?     | 1     | 32     | 3      |
| Elinkwijk   | 1959/60 | 10         | 0          | -     | -     | 10     | 0      |
| Totaal      | Totaal  | 149        | 18         | ?     | 2     | 149    | 20     |